# Государственный переворот в Габоне (1964)
Государственный переворот в Габоне — направленный против габонского руководителя Леона Мба мятеж части вооружённых сил, который состоялся в период с 17 по 18 февраля 1964 года. Непосредственной причиной вооружённого мятежа послужило решение президента о роспуске парламента, что вызвало недовольство среди оппозиции и габонской армии. Утром 18 февраля группа из 150 армейцев и полицейских, руководимая 4 военными лейтенантами, арестовала президента и его правительство. «Революция», как её назвали мятежники, прошла почти без жертв. На столичном радио Либревиля повстанцы призывали жителей Габона сохранять спокойствие и заверили, что профранцузская политика страны останется неизменной. Никаких беспорядков и выступлений со стороны жителей Габона не произошло, что повстанцы восприняли как знак одобрения и поддержки их действий.
Во главе временного правительства военные поставили бывшего министра иностранных дел Жана-Илера Обама, который до того момента превратился в главного политического противника Мба. Сам Обам даже не был знаком с планированием переворота, по крайней мере, доказать на суде его причастность к мятежу так и не смогли. Свергнутого президента Мба революционеры отправили в небольшой городок Ламбарене, что в 250 км от столицы.
Узнав о вооружённом выступлении от главы администрации президента Омара Бонго, президент Франции Шарль де Голль принял решение подавить мятежных лейтенантов и восстановить власть лояльного к метрополии Мба в соответствии с соглашением 1960 года, заключённого между Францией и Габоном после провозглашения последним независимости. В ходе быстрой военной операции Франция перекинула в бывшую колонию свои подразделения, дислоцированные в других африканских странах, и подавила незначительное сопротивление революционеров в ночь на 19 февраля. Большинство членов временного правительства попало в плен.
Вернув президентское кресло, Мба заключил в тюрьму более 150 своих противников и пообещал, что его враги не будут «ни помилованы, ни прощены», поскольку заслуживают только «полное наказание». Лидер революционеров Обам был приговорён к 10 годам каторжных работ и к 10 годам ссылки, в 1972 году его помиловали. После упомянутых событий стареющий и часто болеющий президент Мба постепенно отошёл от прежней всеобъемлющей власти, хотя и оставался в должности президента. Последние годы своего правления он провёл в собственном президентском дворце под надёжной охраной французских войск вплоть до своей смерти 28 ноября 1967 года.

## Предпосылки и истоки

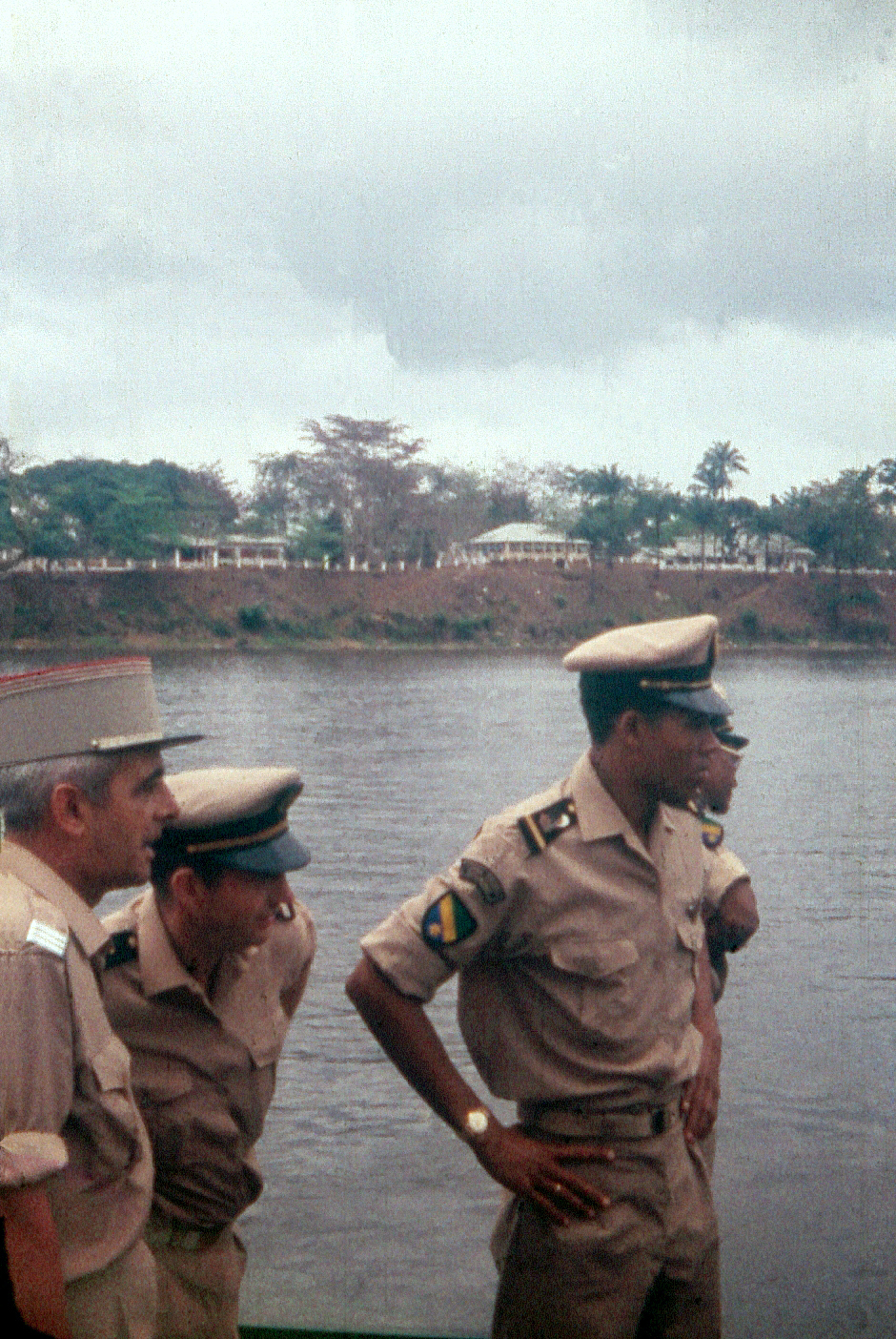
Габонские и французские военные офицеры, 1959 год

Габон получил собственную независимость от Франции 17 августа 1960 года. Страну возглавил премьер-министр при бывшей колониальной администрации Леон Габриэль Мба, который прошёл карьеру от таможенного агента до одного из «лучших африканских друзей» Елисейского дворца. Его партии, Блоку демократического Габона, удалось одержать уверенную победу на парламентских выборах 19 июня 1960 года.
Впрочем, электорат правящей партии оказался расколотым. В этой ситуации Мба сделал крутой политический вираж, предложив своему старому сопернику времён колониального периода Жан-Илер Обаму, к тому же бывшему протеже и приёмному сыну сводного брата, выступить на выборах единым списком. Обам согласился, сформировав Национальный союз — первую в истории Габона электоральную коалицию ведущих политических сил. Однако эта коалиция оказалась далеко не равноправным объединением. Большую часть списка НС составили сторонники Мба, а сам он был выдвинут единым кандидатом в президенты. Выборы 12 февраля 1961 года принесли ему ожидаемую победу: Мба стал главой государства, а Обам занял пост министра иностранных дел.
В первые годы своего правления президент сохранял значительную популярность среди населения. При нём страна добилась небывалых для африканских реалий того времени экономических успехов, был обеспечен относительно высокий уровень жизни и Габон считался одним из самых стабильных государств в Западной Африке. Габон входил в число немногих африканских стран с положительным сальдо торгового баланса, имея среднегодовой доход на душу населения в размере 200 долларов США. Правительство Мба обеспечило профицитный бюджет, так как экспорт превышал импорт на 30 процентов. Экономические успехи в значительной степени были обусловлены природными богатствами Габона, который оставался значительным производителем урана и марганца, а также обладал большими запасами железной руды (1 млрд тонн) и леса. С момента обнаружения богатых месторождений нефти в 1962 году, Габон быстро стал поставщиком и чёрного золота.
Понятно, что природные ресурсы с самого начала колониального периода привлекли особое внимание Парижа. Поэтому Франция, как отмечало американское издание Time, любым образом старалась сохранить сферу своего влияния, не гнушаясь вмешательством во внутренние дела бывшей колонии. Мба сохранил преданность бывшей метрополии и придерживался профранцузской политики. В свою очередь Франция взяла на себя финансирование и обслуживание части вооружённых сил, а именно 600 парашютистов и подразделение ВВС, который потом включал и реактивные истребители Mirage 5 и Jaguar, расположенные на военной базе Ле-Камп-де-Голль (на окраине Либревиля, недалеко от международного аэропорта).
Военное сотрудничество между странами продолжалась вплоть до 1987 года, позволяя габонским лидерам предупреждать любые антипрезидентские выступления и мятежи внутри Габона. Мба прекрасно прокомментировал такую государственную позицию во время визита во Францию в 1961 году, произнеся свою знаменитую фразу: «Все жители Габона имеют две родины: Францию и Габон». При его режиме европейцы пользовались особо дружеской привязанностью. Французский журналист Пьер Пэан даже утверждал, что Мба своей политикой тайно пытается предотвратить настоящую независимость государства; вместо этого президент активно лоббировал среди населения идею о предоставлении Габону статуса заморской территории. По мнению журналиста, «это крайний случай неоколониализма, граничащий с карикатурой».
21 февраля 1961 года полностью лояльная Национальная ассамблея единогласно приняла принятие новой конституции, которая фактически предусматривала режим «гиперпрезидента». Основной закон сосредоточил в руках Леона Мба полную исполнительную власть: теперь он мог самостоятельно назначать министров, функции и обязанности которых определял сам, собственноручно распускать Национальную ассамблею или продлевать срок её полномочий в случае истечения пятилетнего срока, на который парламент избирался. Новая конституция наделила Мба правом объявлять чрезвычайное положение, когда он считал это необходимым, хотя для этого действия ему всё же уже приходилось консультироваться с народом путём референдума. В докладе французской секретной службы политическая ситуация в Габоне оценивалась следующим образом:

Он считал себя истинно демократическим лидером; ничто не раздражало его больше, чем обвинение его в диктатуре. Тем не менее, [Мба] оставался недовольным властью, пока не переписал под себя конституцию. Это дало ему фактически неограниченную власть и превратило парламент в ценную декорацию, которую можно было обойти по мере необходимости.
Оригинальный текст (фр.)Se voulant et se croyant sincèrement démocrate, au point qu’aucune accusation ne l’irrite davantage que celle d’être un dictateur, il n’en a pas moins eu de cesse qu’il n’ait fait voter une constitution lui accordant pratiquement tous les pouvoirs et réduisant le parlement au rôle d’un décor coûteux que l’on escamote même en cas de besoin.

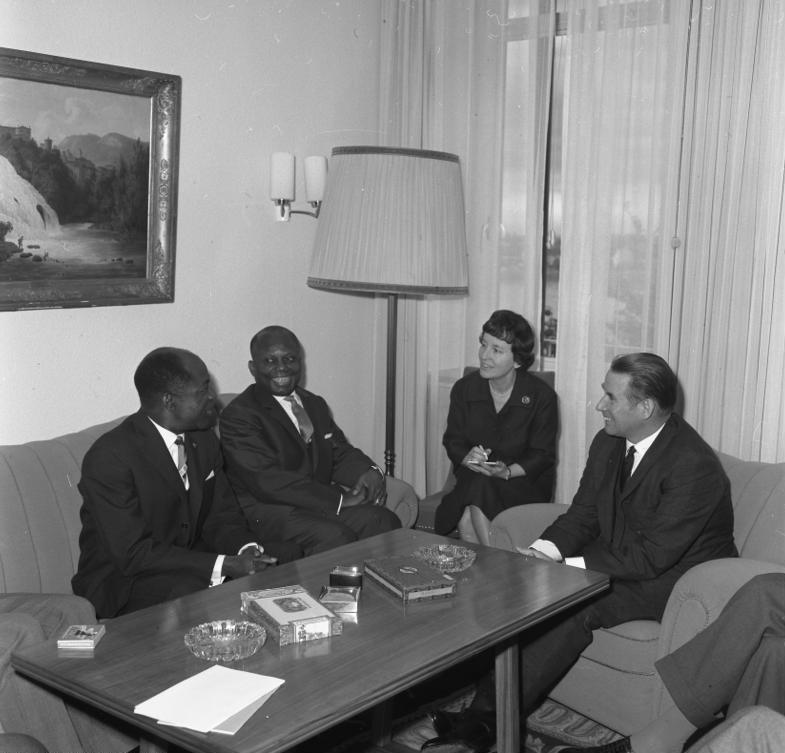
Жан-Илер Обам на встрече с Герхардом Шрёдером. До переворота главный оппозиционер служил министром иностранных дел Габона

Период 1961—1963 годов ознаменовался постепенным усилением личной власти Мба. С одной стороны, Мба декларировал стремление преобразовать Габон в демократическое государство, что, по его мнению, было необходимым условием для привлечения иностранных инвесторов. С другой стороны, он надеялся примирить императивы демократии с необходимостью сильного и последовательного правительства. Однако на практике президент не очень старался для достижения этой цели — в Габоне он стал известен как «старик» или «босс» — ведь заботился больше о собственных власти и авторитете. Постепенно начал формироваться культ личности, портреты президента заполонили государственные учреждения. Естественно, что подобная политика не вызвала одобрения всех сил. Бывший союзник Жан-Илер Обам стал оппозиционером, найдя, как ни странно, активную поддержку со стороны римско-католических миссий и французской администрации. К тому же возглавляемая Обамом партия «l’Union démocratique et sociale gabonaise» (UDSG), которая имела представительство в Национальной ассамблее, имела ряд фундаментальных идеологических разногласий с управляемым Мба «Блоком Демократического Габона» (BDG). Оппозиционная партия пропагандировала уменьшение экономической зависимости от Франции и добивалась более быстрой «африканизации» политических мест, занимаемых французами. В государственнической плоскости Жан-Илер Обам также выступал за преобразование Габона в парламентскую республику. Принятие Конституции ещё больше обострило противоречия между ними. Усилились политические волнения среди населения. Так, студенты организовали волну массовых протестов против частых роспусков Национальной ассамблеи Габона, критикуя государственное руководство за неудовлетворительную ситуацию.
В течение 1963 года Мба делал всё для укрепления собственных позиций. Чтобы устранить Обама из парламента, 25 февраля 1963 года габонский президент назначил его председателем Верховного суда страны. Обам понимал, что это была должность, которая фактически не давала ему никакого влияния. Сторонники Мба даже попытались принять законопроект, в котором отмечалось, что член парламента может занимать только одну государственную должность. В дальнейшем Мба указывал на то, что Обам оставил своё место в Национальной ассамблее из-за невозможности совмещения обоих постов и выполнения своих обязанностей в парламенте. В ответ на это оппозиционер 10 января 1964 года неожиданно вышел из состава Верховного суда. Это только усложнило ситуацию и Мба в порыве гнева 21 января того же года распустил парламент. The New York Times назвала причиной несогласие депутатов Национальной ассамблеи устранить главного президентского оппонента.
Условия парламентских выборов были изменены: количество избирательных округов уменьшилось с 67 до 47. По новым правилам запрещалось баллотироваться тем лицам, которые уже были депутатами в распущенном парламенте или были руководителями главных государственных учреждений в течение последних 6 месяцев. Таким образом Мба избавился от главных деятелей оппозиции, в частности, Обама. Согласно новым процедурам проведения выборов, каждая партия должна была подать список кандидатов из 47 человек, каждый из которых был обязан заплатить 160 долларов США, или вообще не выставлять свою кандидатуру. Таким образом, переданные претендентами 7520 долларов США без учёта расходов шли на проведение волеизъявления. Благодаря такому финансовому ограничению Мба надеялся, что единственной партией, которая сможет внести указанные средства и принять участие в парламентских выборах, станет его Блок. В ответ на это оппозиция отказалась участвовать в выборах, считая их несправедливыми. Авторитарные тенденции режима постепенно стали вызывать всё большее раздражение, которые в итоге привели к государственному перевороту.

## Планирование

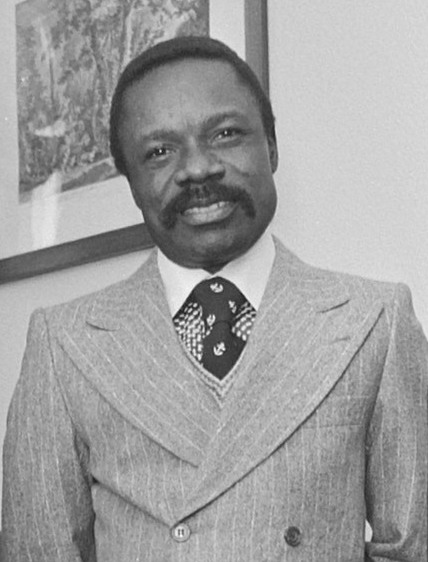
Омар Бонго в 1973 году

В целом о планировании переворота известно крайне мало. Роспуск президентом Национальной ассамблеи не привёл ни к каким антиправительственным протестам, поэтому заговор можно классифицировать как «дворцовый переворот». В ежегодной монографии «Adelphi Papers», которая издаётся Международным институтом стратегических исследований, предполагается, что именно присутствие молодых французских офицеров в Габоне, возможно, стало толчком к организации переворота. Большая часть габонских солдат до обретения независимости служила во французской армии, где им платили довольно скромно. Как и в целом по стране, военные также были недовольны действиями президента относительно Жан-Илер Обама, что стало одной из вероятных причин их участия в государственном перевороте.
Посол США в Габоне Чарльз Ф. Дарлингтон склонялся к мысли, что мятежники, возможно, попытались «подражать» стилю бенинского полковника Кристофа Согло. Последний, руководя небольшим армейским подразделением из 800 солдат, сумел свергнуть дагомейського президента Юбера Мага в октябре 1963 года, на месяц возглавив страну, а потом пошёл в отставку в пользу нового гражданского правительства. Однако в собственном случае, габонские армейцы не приняли во внимание интересы Франции, поэтому не предприняли никаких дополнительных шагов для предотвращения её противодействия. Организаторы переворота даже не имитировали антиправительственные протесты, чтобы как-то продемонстрировать общественную поддержку своих действий. В будущем пресс-секретарь революционеров, лейтенант Даниэль Мбен, заявил, что армия пыталась избежать очереди «неконтролируемых демонстраций, которых было бы трудно остановить».
Представляется маловероятным, что Обам участвовал в планировании переворота. Скорее всего, политик присоединился к заговору уже после формирования революционерами нового правительства. В свою очередь, о заговоре, возможно, знал его племянник, в прошлом посол Габона в Великобритании, который мог предупредить своего дядю. Остаётся неизвестным, установил он контакты с повстанцами, или нет.
Лейтенант Валери Эссон, которому отводилась важная роль в осуществлении вооружённого выступления, согласился на участие только 17 февраля. Это было решающее решение, поскольку именно он возглавлял первую роту габонской армии. Очевидно, для отвлечения внимания он приказал своим войскам выполнять ночные манёвры. В тот же день тогдашний начальник полиции Габона Альберт Бернард Бонго предупредил президента о необычно высокой концентрации солдат вблизи Либревиля. Главу государства, по неизвестным причинам, эта информация не заинтересовала.

## Ход переворота

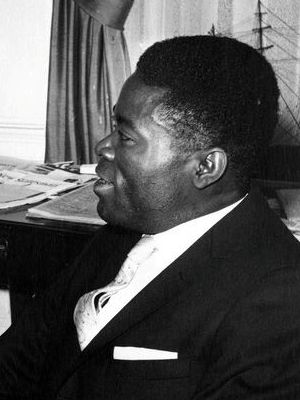
Джозеф Нгуа, министр иностранных дел Габона (1963—64), первым предупредил французскую власть о мятеже лейтенантов

Около пяти часов утра 18 февраля 1964 года 150 габонских военных, жандармов и полицейских во главе с лейтенантами Жаком Момбо и Валери Эссоном окружили президентский дворец и ворвались в него. Свои действия мятежники прикрывали тем, что якобы проводят военные учения. Однако во время таких «тренировок» лейтенанты под дулом пистолета вытащили Леона Мба со своей кровати и арестовали, объявив, что время его правления подошло к концу.
Председатель президентской администрации Омар Бонго, услышав странный шум, позвонил спикеру Национальной ассамблеи Луи Бигману, чтобы узнать о том, что происходит. Бигман быстро прибыл в президентский дворец, но в этот момент революционеры открыли ворота и захватили чиновника. После этого заговорщики арестовали 2 французских офицеров, а также всех чиновников, за исключением уважаемого в Габоне специалиста дипломата Андре Густава Ангилья. Вероятно, повстанцы позволили ему бежать в надежде на то, что он присоединится к ним, хотя этого так и не произошло. Джозефу Нгуа, министру иностранных дел Габона, удалось проинформировать о перевороте посольство Франции до того, как его также арестовали.
Повстанцы, объявив себя «Революционным комитетом», направили свои военные подразделения для захвата стратегических объектов в столице. К утру в руках военных уже находились аэропорт, почтовое отделение и радиостанция Radio Libreville. С последней революционеры проинформировали население республики о свержении законной власти, и попросили «технической помощи». Мятежники решили каждые полчаса выходить с заявлениями по радио, убеждая население, что «гражданские свободы будут восстановлены, а все политзаключённые — освобождены». Новое габонское руководство попросило французов не вмешиваться во внутренние дела государства, заявив, что это будет нарушением их государственного суверенитета. Революционный комитет также заверил французского посла Пола Куссерана в том, что имущество иностранцев будет защищено от любых посягательств. Кроме того, повстанцы заставили бывшего президента зачитать радиообращение и публично «покаяться» за проступки своего правления. Написанный текст содержал такие слова: «Пришёл день расплаты. Беззакония перешло все границы. Народ терпеливый, но и его терпению есть предел… И этот предел наступил».

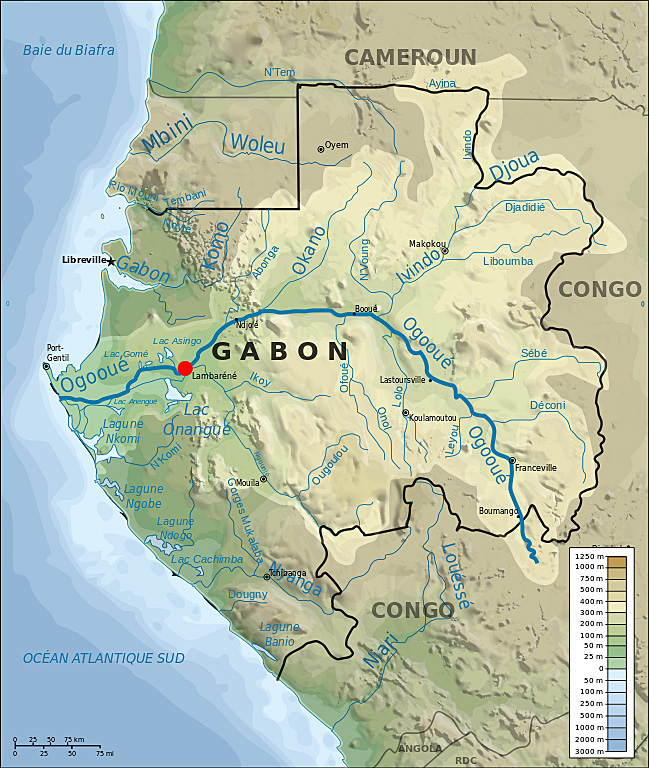
Расположение Ламбарене

Смена власти прошла без единого выстрела. Общественность практически не отреагировала на кардинальные изменения в государственном руководстве, что, по мнению военных, было признаком одобрения действий революционеров. В тот же день Ревком передал власть только что созданному временному правительству, в которое вошло 11 министров, преимущественно гражданские политики из партий UDSG и BDG, в частности Филипп Ндонг, редактор издания Réalités Gabonaises, доктор Элой Раханди Чамбер, руководитель первого частного медицинского учреждения в Габоне, Филипп Мори, известный габонский актёр, и государственный служащий Пол Гонджа, который согласился «спасти Габон от хаоса». Всего в новый кабинет вошло 11 человек.
Те чиновники, которые служили при президенте Леоне Мба, в переходной кабинет не попали. Новое руководство заверило, что профранцузская внешняя политика страны останется неизменной и что Мба будет контролировать правительство до тех пор, пока президентство не будет передано Обаму. Также организаторы переворота призывали гражданское население сохранять спокойствие и никому не причинять вреда. По своей сути, большинство революционеров были младшими офицерами, старшие офицеры в события не вмешивались.
Обам, в свою очередь, о государственном перевороте ничего не знал, пока ему рано утром не позвонил посол Франции в Габоне Пол Куссеран, разбуженный толпой на улицах. Обам ответил послу, что выяснит, почему в стране «нет правительства» (посол прямо не упомянул о перевороте). Однако вскоре к его дому подъехала машина с членами революционного комитета, которые увезли бывшего оппозиционера в правительственную резиденцию и сразу же назначили новым президентом Габона. Второй лейтенант Нго Эду издал приказ перевезти Мба в город Нджоле, которое поддерживало Обама. Однако из-за сильного дождя отстранённый от власти Леон Мба и те, кто взял его в плен, нашли временное убежище в неизвестном селе. На следующее утро бывшего главу государства революционеры перевезли в город Ламбарене, а через несколько часов он снова вернулся в Либревиль.

## Французская интервенция

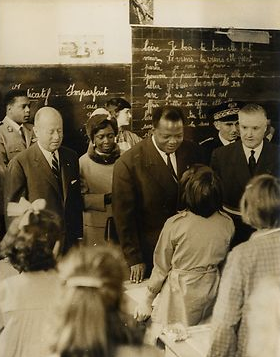
Жак Фоккар (слева) и Кутуку Юбер Мага (по центру)

Детальную информацию о перевороте французская власть получила не от своего посла Куссерана, а от главы администрации свергнутого президента Омара Бонго, поскольку то пребывал в самой гуще событий переворота. Президент Шарль де Голль крайне негативно воспринял свержение своего африканского союзника и по совету главного советника по африканской политике Жака Фоккара решил восстановить власть Леона Мба. Этого требовал и договор 1960 года, заключённый между обеими странами. По иронии судьбы, документ, который легитимизировал французское вторжение, подписал Жан-Илер Обама, тогдашний министр иностранных дел, а теперь председатель временного правительства. Фоккар требовал от французских властей активных действий против мятежников, имея при этом и собственные интересы: французскую нефтяную группу «Elf», которая действовала в Габоне, возглавлял его близкий друг. Не менее дружеские отношения Фоккар поддерживал с самим Мба. Последний мог лично позвонить Фоккару, и французский советник моментально встретился бы с ним.
Французская власть объяснила свои действия тем, что невмешательством они только соблазнят военные группы в других африканских странах на подобные насильственные смены власти, которые не были редкостью для «чёрного континента». Метрополия уже воздержалась от вмешательства в недавние государственные перевороты во Французском Конго, Дагомеи и Того, хотя и критиковала их. Однако, военный переворот в Габоне отличался тем, что, по их утверждению, ему не хватало широкой поддержки общественности. Правда, и в предыдущих примерах, общественность стран тоже не проявляла особую поддержку «революционерам», которые антиконституционно приходили к власти. В 1995 году министр иностранных дел Франции Жак Годфрейн заявил, что Париж «будет вмешиваться каждый раз, когда законно избранная демократическая власть будет свергнута в результате государственного переворота и если существует соглашение о военном сотрудничестве».
Военное вмешательство не могло начаться без официального ходатайства главы Габона. Поскольку Мба находился в плену неизвестно где, французы связались с вице-президентом республики Полом-Мари Йембитом, которому посчастливилось остаться на свободе. Французское командование заранее составило письмо о согласовании военной интервенции, Йембиту оставалось только его подписать. Заручившись поддержкой, французские войска перешли к действиям.
Менее чем через 24 часа после того, как де Голль узнал о антипрезидентском выступлении, французские десантники, дислоцированные в Дакаре и Браззавиле, под руководством генералов Рене Когни и Жан-Луи Кергаварата, узнали о том, что именно их войска будут использованы в подавлении мятежников. Это произошло ещё до образования временного правительства. Доверенные генералам войска получили приказ Фоккара «нормализовать» ситуацию не позднее 19 февраля или утра следующего дня. В 10:50 18 февраля по западноафриканскому времени первые 50 военнослужащих высадились в Международном аэропорту Либревиля. Повстанцы закрыли аэропорт, но не имея времени и возможностей построить какие-либо препятствия, позволили французским войскам приземлиться невредимыми, несмотря на сильный шторм, который шёл в тот день. Впоследствии на аэродром прибыло ещё более 600 парашютистов.
Быстро продвигаясь по городу, войска относительно легко захватили провинциальный совет и другие ключевые объекты. Однако, при установлении контроля над военной базой (лагерем) Барака, что на юго-востоке от Ламбарене, французские десантники впервые встретили серьёзное сопротивление. Узнав о предстоящей атаке, удивлённый Обам позвонил послу Куссерану и спросил его о том, что происходит. Дипломатический представитель уклонился от прямого ответа на вопрос и попросил, чтобы Мба освободили невредимым. Получив от посла ложную уверенность в том, что французское правительство не будет принимать военных мер, Обам приказал найти свергнутого президента, отправив для этого военного офицера. На рассвете 19 февраля французы продолжили боевые действия: самолёты ВВС совершили ряд авиаударов по базе повстанцев, сухопутные войска открыли против революционеров пулемётный и миномётный огонь. Повстанцы определённое время сопротивлялись, однако после того, как боеприпасы закончились, габонские солдаты сдались на милость победителю. По данным некоторых источников, командира революционеров лейтенанта Ндо Эду французы казнили. Позже им удалось найти и место содержания отстранённого габонского руководителя, которого держали в селе рядом с госпиталем Альберта Швейцера.